# Corso Martiri della Libertà (Ferrara)
Corso Martiri della Libertà, anticamente piazza del Commercio e piazza della Pace, a Ferrara, parte da corso Porta Reno ed arriva al corso della Giovecca, all'angolo con il Castello Estense.

## Storia
Sino alla metà del XX secolo corso Martiri della Libertà non era una via ma era suddivisa in due diverse piazze cittadine che, nel loro insieme, costituivano un'unica area urbana.

### Antica piazza del Commercio
L'antica piazza del Commercio, a Ferrara, era delimitata dal palazzo comunale a partire dal Volto del Cavallo, dalla piazza della Cattedrale, dal palazzo Arcivescovile ed arrivava sino all'incrocio con via Cairoli, in corrispondenza, sul lato opposto, con piazza Savonarola.
Il nome di piazza della Commercio deriva dalla consuetudine che sino al XX secolo portava qui a radunarsi commercianti, mediatori, proprietari terrieri ed allevatori, in particolare nella giornata di lunedì (ma anche in altri giorni della settimana), per discutere e concludere affari.

### Antica piazza della Pace
L'antica piazza della Pace, a Ferrara, partiva dal teatro comunale e dal fossato del Castello Estense, cioè da corso della Giovecca, ed arrivava a congiungersi con piazza del Commercio, all'altezza di via Cairoli e piazza Savonarola. 
Esistono due ipotesi che spiegano il nome di piazza della Pace. La prima farebbe riferimento alla vittoria (ed al conseguente periodo di pace che ne è seguito) di Azzo VII d'Este su Ezzelino III da Romano con la presa di potere della dinastia estense sulla città di Ferrara e la sconfitta definitiva della fazione ghibellina che, sin dai tempi di Salinguerra Torelli, contendeva il potere alla fazione guelfa degli Adelardi, imparentata con gli estensi. La seconda si allaccia alla controversa pace raggiunta da Ercole I d'Este nel 1484 con la Serenissima, nella cosiddetta pace di Bagnolo.

## Il XX secolo

Corteo funebre a Ferrara per Igino Ghisellini.

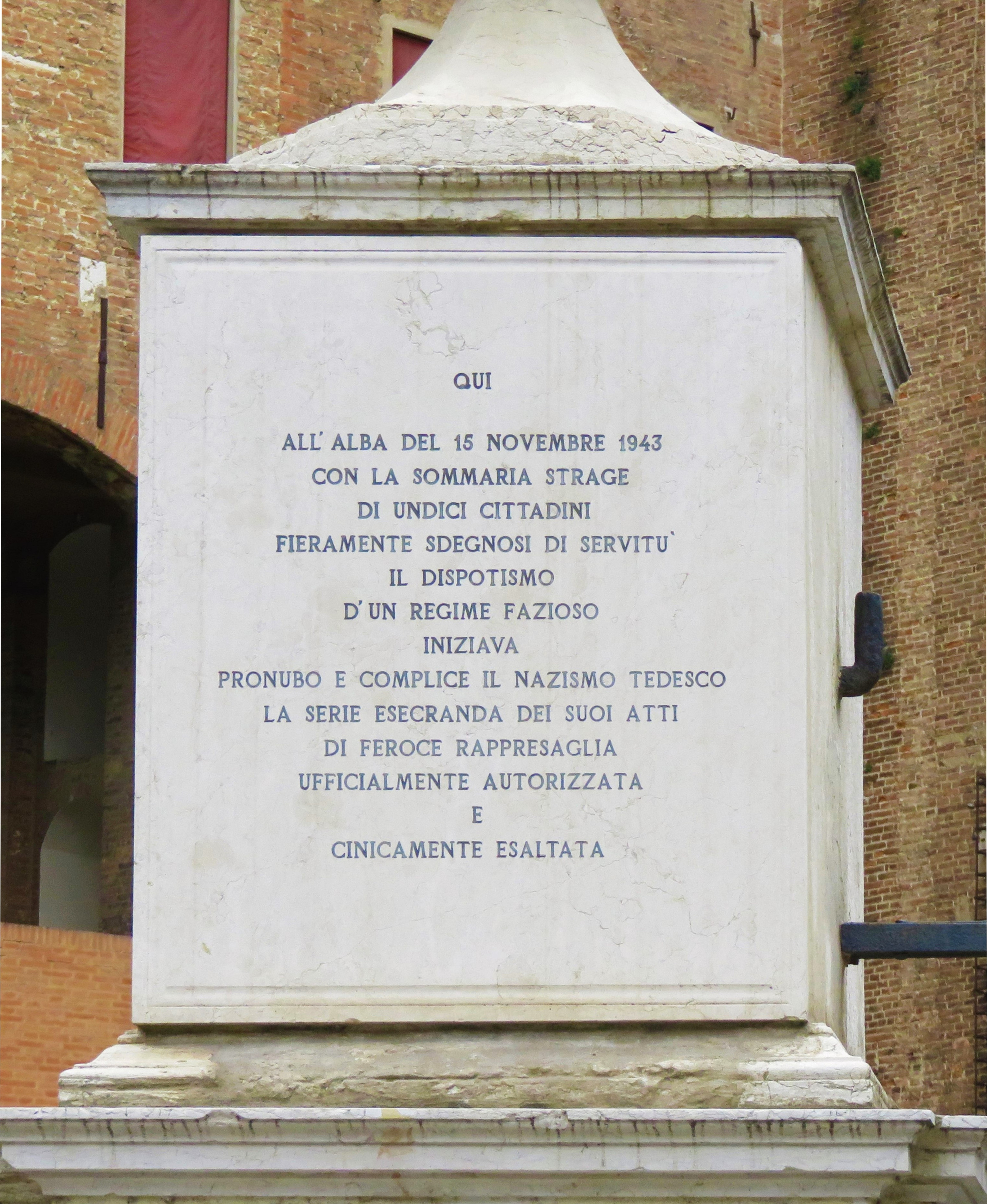
Lapide sul pilastro di sinistra che regge il cancello di accesso alla fossa del Castello Estense

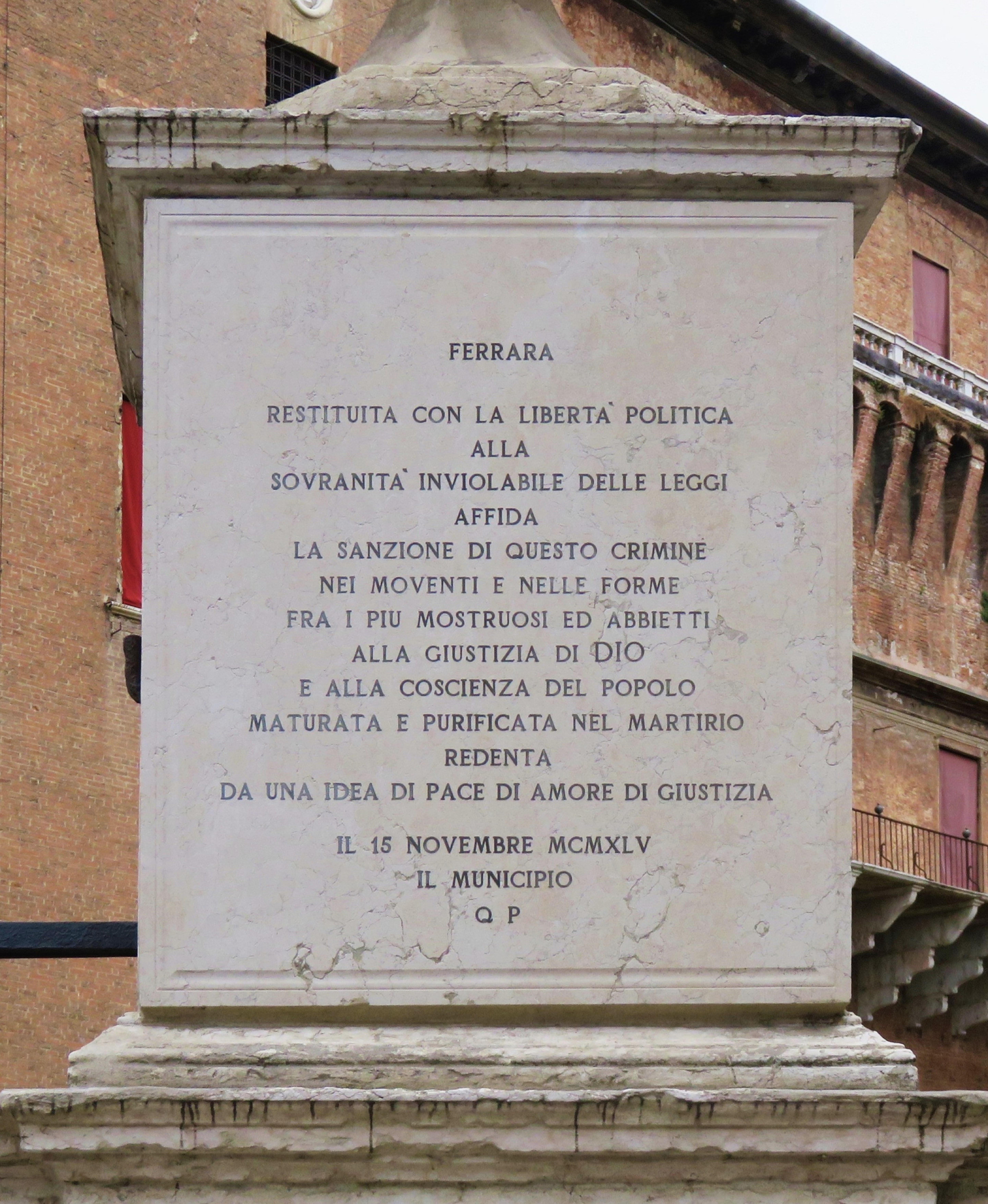
Lapide sul pilastro di destra che regge il cancello di accesso alla fossa del Castello Estense

Nel corso della prima metà del XX secolo due tragici fatti di sangue hanno segnato questa via e in particolare la sua parte meridionale, che costeggia il fossato del castello.
Il primo, ricordato come eccidio del Castello Estense del 1920, avvenne durante uno scontro tra socialisti e fascisti e portò alla morte di due socialisti e di quattro fascisti, questi ultimi subito chiamati martiri ai quali vennero tributati grandi onori e i funerali che ne seguirono influenzarono fortemente il clima politico di quel periodo. 
Il secondo, avvenuto circa 23 anni dopo e noto come eccidio del Castello Estense del 1943, fu una rappresaglia per vendicare l'uccisione di Igino Ghisellini, designato federale e caduto in un agguato in circostanze mai del tutto chiarite, e portò alla fucilazione di 11 ferraresi oppositori del regime. Va rilevato che il clima nel quale avvenne questo secondo gravissimo episodio testimonia le enormi difficoltà del fascismo, rientrato a Ferrara dopo l'occupazione nazista, di individuare elementi fidati sui quali contare e, allo stesso tempo, la tendenza a sospettare di molti che, sino a poco prima, al fascismo erano stati fedeli.
Con la fine della guerra la via legò il suo nome a questi ultimi fatti tragici, e venne chiamata corso Martiri della Libertà.

### Le lapidi sui pilastri del cancello di accesso alla fossa del Castello Estense
Il marmo utilizzato per le lapidi poste su entrambi i pilastri che reggono il cancello di accesso alla fossa del Castello Estense il 15 novembre 1945 proveniva da una grande lastra di marmo che era stata apposta sulla facciata del palazzo comunale tra la Torre della Vittoria ed il Volto del Cavallo per volontà di Benito Mussolini. La lapide originale, di maggiori dimensioni, celebrava il 5 maggio 1936, data di fondazione dell'impero (ingresso dell'esercito italiano ad Addis Abeba), e quando venne tolta da quella posizione fu tagliata e rovesciata per il nuovo utilizzo successivo.

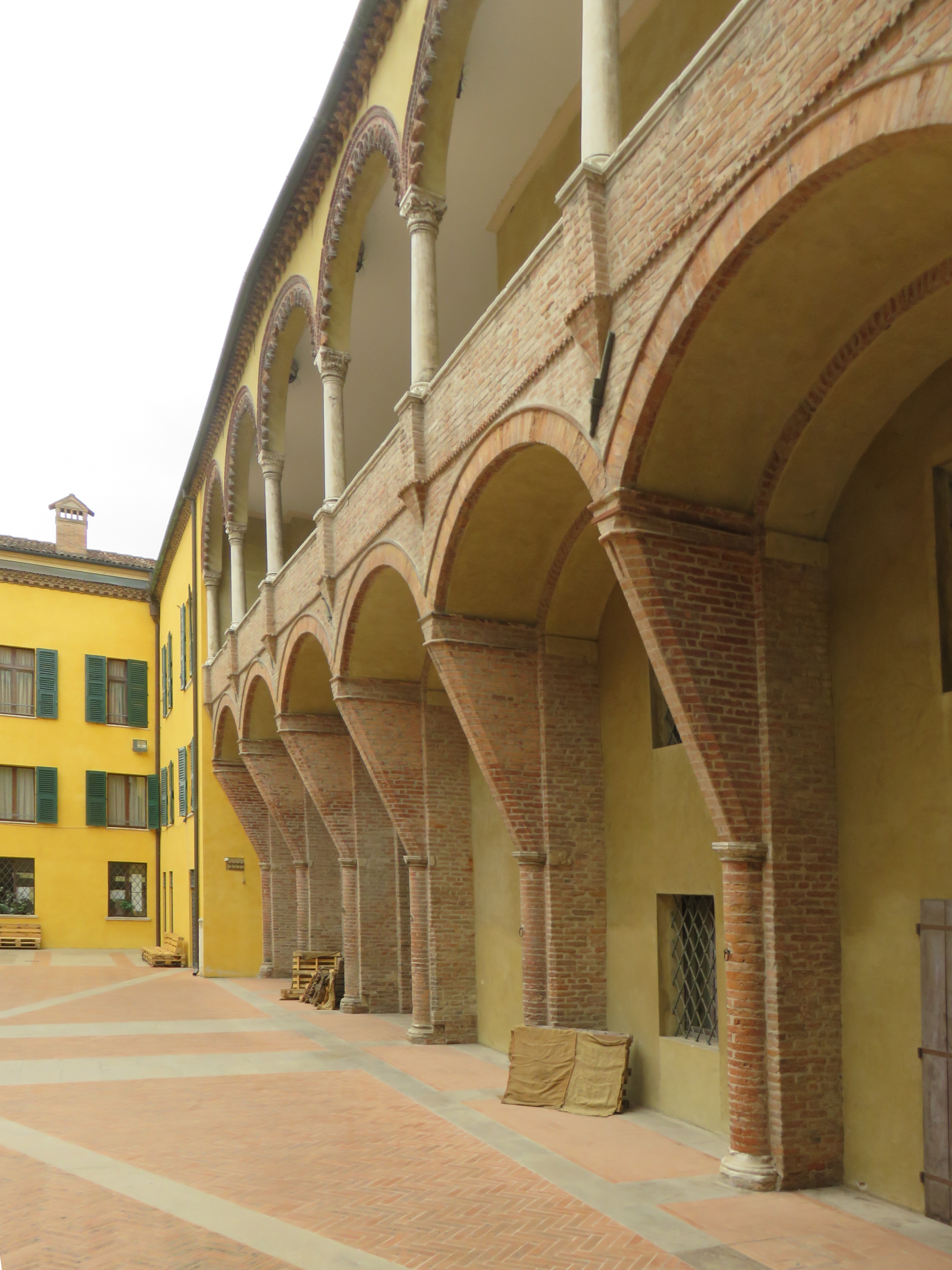
Il cortile di palazzo Sacrati Muzzarelli Crema visto dal Vicolo del Teatro

## Luoghi d'interesse
I due edifici monumentali coi quali la via si apre da Corso della Giovecca sono il Castello Estense ed il teatro comunale "Claudio Abbado".
Dal breve vicolo del Teatro, che ha l'accesso di fianco al teatro comunale Claudio Abbado si ha una vista al cortile interno del palazzo rinascimentale Sacrati Muzzarelli Crema, attribuibile a Pietrobono Brasavola, lo stesso architetto intervenuto nella costruzione della quattrocentesca Casa Romei. Sia sul vicolo, sia all'interno del cortile del palazzo si possono vedere esempi di baldresche.
Dopo il tratto che costeggia il castello è interessante lo slargo di piazza Savonarola, al centro della quale si alza la statua di Savonarola, di Stefano Galletti. Merita una visita la via Coperta, che separa piazza Savonarola da piazza Castello. Altro punto caratteristico è il Padimetro. Gli edifici che fiancheggiano il corso proseguendo sono il palazzo Arcivescovile ed il palazzo municipale, per arrivare poi alla piazza della cattedrale.